# Episodi di Death Valley Days (dodicesima stagione)
La dodicesima stagione della serie televisiva Death Valley Days è stata trasmessa in anteprima negli Stati Uniti d'America in syndication tra il 30 settembre 1963 e il 5 maggio 1964.
| nº | Titolo originale                  | Titolo italiano | Prima TV USA      | Prima TV Italia |
| -- | --------------------------------- | --------------- | ----------------- | --------------- |
| 1  | Thar She Blows                    |                 | 30 settembre 1963 |                 |
| 2  | Measure of a Man                  |                 | 1º ottobre 1963   |                 |
| 3  | A Kingdom for a Horse             |                 | 1º ottobre 1963   |                 |
| 4  | Diamond Field Jack                |                 | 1º ottobre 1963   |                 |
| 5  | Deadly Decision                   |                 | 8 ottobre 1963    |                 |
| 6  | The Man Who Died Twice            |                 | 8 ottobre 1963    |                 |
| 7  | The Holy Terror                   |                 | 22 ottobre 1963   |                 |
| 8  | The Peacemaker                    |                 | 29 ottobre 1963   |                 |
| 9  | Three Minutes to Eternity         |                 | 11 dicembre 1963  |                 |
| 10 | The Red Ghost of Eagle Creek      |                 | 29 dicembre 1963  |                 |
| 11 | Graydon's Charge                  |                 | 5 gennaio 1964    |                 |
| 12 | Little Cayuse                     |                 | 7 gennaio 1964    |                 |
| 13 | The Wooing of Perilous Pauline    |                 | 7 gennaio 1964    |                 |
| 14 | Sixty-Seven Miles of Gold         |                 | 14 gennaio 1964   |                 |
| 15 | The Paper Dynasty                 |                 | 1º marzo 1964     |                 |
| 16 | The Westside of Heaven            |                 | 1º marzo 1964     |                 |
| 17 | Hastings Cut-off                  |                 | 3 marzo 1964      |                 |
| 18 | Law of the Round Tent             |                 | 3 marzo 1964      |                 |
| 19 | The Bigger They Are               |                 | 10 marzo 1964     |                 |
| 20 | The Last Stagecoach Robbery       |                 | 17 marzo 1964     |                 |
| 21 | A Book of Spanish Grammar         |                 | 21 aprile 1964    |                 |
| 22 | Trial at Belle's Springs          |                 | 21 aprile 1964    |                 |
| 23 | After the OK Corral               |                 | 28 aprile 1964    |                 |
| 24 | The Quiet and the Fury            |                 | 28 aprile 1964    |                 |
| 25 | See the Elephant and Hear the Owl |                 | 28 aprile 1964    |                 |
| 26 | The Streets of El Paso            |                 | 5 maggio 1964     |                 |